# Placówka Straży Celnej „Jabłonka Stara”

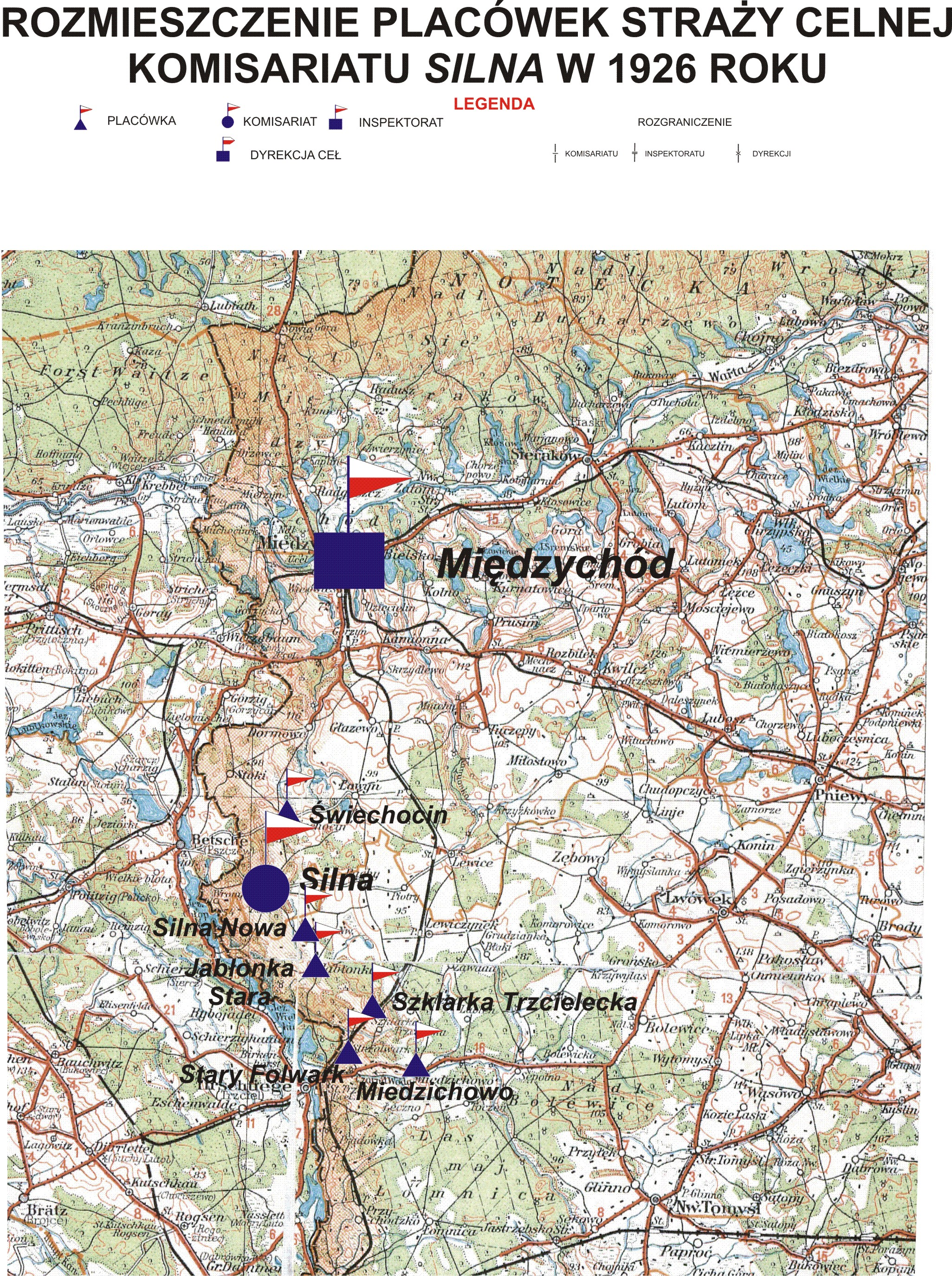
Rozmieszczenie placówek Straży Celnej Komisariatu Silna w 1926

Placówka Straży Celnej „Jabłonka Stara” – jednostka organizacyjna Straży Celnej pełniąca w okresie międzywojennym służbę ochronną na granicy polsko-niemieckiej.

## Formowanie i zmiany organizacyjne
Na wniosek Ministerstwa Skarbu, uchwałą z 10 marca 1920 roku, powołano do życia Straż Celną. Od połowy 1921 roku jednostki Straży Celnej rozpoczęły przejmowanie odcinków granicy od pododdziałów Batalionów Celnych. Proces tworzenia Straży Celnej trwał do końca 1922 roku. Placówka Straży Celnej „Jabłonka Stara” weszła w podporządkowanie komisariatu Straży Celnej „Silna” z Inspektoratu SC „Międzychód”.
W drugiej połowie 1927 roku przystąpiono do gruntownej reorganizacji Straży Celnej. W praktyce skutkowało to rozwiązaniem tej formacji granicznej. Ochronę północnej, zachodniej i południowej granicy państwa przejęła powołana z dniem 2 kwietnia 1928 roku Straż Graniczna.
15 września 1928 dowódca Straży Granicznej rozkazem nr 7  w sprawie organizacji Wielkopolskiego Inspektoratu Okręgowego podpisanym w zastępstwie przez mjr. Wacława Szpilczyńskiego zmieniał miejsce postoju komisariatu SG „Świechocin” na  Międzychód, a Placówka Straży Granicznej I linii „Stara Jabłonka” znalazła się w jego strukturze.

## Funkcjonariusze placówki
Kierownicy placówki
| stopień    | imię i nazwisko, numer | okres pełnienia służby | kolejne stanowisko |
| ---------- | ---------------------- | ---------------------- | ------------------ |
| przodownik | Jakub Krawczyk (297)   | był w 1926             |                    |

Obsada personalna placówki w 1926:
- przodownik Jakub Krawczyk (297)
- starszy strażnik Ignacy Klupś (98)
- strażnik Ludwik Pietrowiak (12)
- strażnik Bernard Kozłowski (328)
- strażnik Antoni Jackowiak (1760)
- strażnik Czesław Dopierała (1658)
- strażnik Andrzej Piątkowski (2072)